# Рудольф II (герцог Австрії)
Рудольф II (нім. Rudolf II; 1271 — 10 травня 1290) — герцог Австрійський з 27 грудня 1282 року спільно з Альбрехтом I по 1 червня 1283 року. З династії Габсбургів.

## Коротка біографія
Рудольф II був молодшим сином німецького короля Рудольфа I та його першої дружини Гертруди Гогенберзької. У 1282 році він разом зі своїм старшим братом Альбрехтом I став герцогом Австрії та Штирії, поклавши таким чином початок правлінню Габсбургів у цих державах. Рудольф II також отримав титул герцога Швабії, що висловлювало претензії Габсбургів на верховну владу у південно-західній Німеччині. Однак лише за рік, у 1283 році, Рудольф II був змушений відмовитись від австрійського престолу на користь Альбрехта I, за що йому було обіцяно територіальну компенсацію в майбутньому. Однак Альбрехт I так ніколи й не передав своєму брату будь-які істотні земельні володіння. Сам Рудольф II у 1290 році несподівано помер. Його єдиний син Йоганн Швабський у 1308 році як помсту за позбавлення батька спадщини убив Альбрехта I, що став до того часу королем Німеччини.

## Шлюб та діти
- (1289) Агнеса Чеська (1269—1296), дочка Пржемисла Отакара II, короля Чехії
- Йоганн Швабський (1290—1313)